# 烏崔庫喬山
14°25′44″S 70°59′48″W / 14.42889°S 70.99667°W
烏崔庫喬山（Huch'uy K'uchu），是秘魯的山峰，位於該國南部庫斯科大區，由拉約區和馬蘭加尼區負責管轄，屬於拉亞山脈的一部分，海拔高度5,339米。